# شينيا يابوساكي
شينيا يابوساكي (باليابانية: 薮崎 真哉) (مواليد 1 يونيو 1978)، هو لاعب كرة قدم ياباني سابق كان يلعب كلاعب وسط.

## وصلات خارجية
- شينيا يابوساكي على موقع رابطة كرة القدم اليابانية للمحترفين (اليابانية)
- شينيا يابوساكي على موقع عالم كرة القدم.نت (الإنجليزية)